# Petitilla crosseana
Petitilla crosseana är en snäckart som först beskrevs av Dall 1885.  Petitilla crosseana ingår i släktet Petitilla och familjen Pyramidellidae. Inga underarter finns listade i Catalogue of Life.